# Dubianaclia butleri
Dubianaclia butleri là một loài bướm đêm thuộc phân họ Arctiinae, họ Erebidae.